# Thomas Dehler (Schauspieler)
Thomas Dehler (* 20. Oktober 1961 in Altenburg) ist ein deutscher Schauspieler und Synchronsprecher.

## Leben
Thomas Dehler ist eines von drei Kindern des Schauspielerehepaares Wolfgang Dehler und Wera Paintner.  Er studierte von 1982 bis 1986 an der Hochschule für Schauspielkunst „Ernst Busch“ Berlin.  Nach Engagements am Volkstheater Rostock von 1986 bis 1991 und an den Freien Kammerspielen Magdeburg von 1991 bis 1996 arbeitete Thomas Dehler von 1996 bis 2001 freischaffend mit Gastverträgen in Rostock, Dortmund, Bern und Berlin.  Von 2001 bis 2008 war er am Schauspiel Leipzig (seit 2002 als Studioleiter) fest engagiert und arbeitet seit 2008 wiederum freischaffend.
Als Schauspieldozent lehrte er an der Hochschule für Musik und Theater Rostock, der Hochschule für Schauspielkunst „Ernst Busch“ Berlin, der Hochschule für Musik und Theater Bern, der Hochschule für Musik und Theater Leipzig, der Hochschule für Film und Fernsehen Potsdam, am „Mozarteum“ Salzburg, der „Falkenberg-Schule“ München und der Theaterakademie Sachsen.
Seit 1986 hat er zudem kontinuierlich Rollen in Fernsehfilmen und -serien (z. B. SOKO Leipzig) übernommen.
Er spricht die Rolle des Rost in dem Videospiel Horizon Zero Dawn.
Thomas Dehler lebt in Leipzig.

## Filmografie
- 1987: Kiezgeschichten (Fernsehserie, 3 Folgen)
- 1989: Polizeiruf 110: Der Wahrheit verpflichtet
- 1990: Luv und Lee (Fernsehserie, 7 Folgen)
- 1998: Abgehauen
- 1999: Wolffs Revier (Fernsehserie, 1 Folge)
- 2000: Schloss Einstein (Fernsehserie, 1 Folge)
- 2001: Das Monstrum
- 2003: Luther
- 2004–2025: SOKO Leipzig (Fernsehserie, 8 Folgen)
- 2006: Die Könige der Nutzholzgewinnung
- 2007: GG 19 – Deutschland in 19 Artikeln
- 2008: Polizeiruf 110: Keiner schreit
- 2009: Bei uns und um die Ecke
- 2009, 2022: In aller Freundschaft (Fernsehserie, 2 Folgen)
- 2009: Liebe Mauer
- 2009: Lila, Lila
- 2012: Prinzessin Lillifee (Zeichentrickserie, 26 Folgen, Sprecher)
- 2012: Alles Klara (Fernsehserie, 1 Folge)
- 2014: Für immer ein Mörder – Der Fall Ritter
- 2014: Ein Fall von Liebe (Fernsehserie, 1 Folge)
- 2016: In aller Freundschaft – Die jungen Ärzte (Fernsehserie, 1 Folge)
- 2017: Bella Block: Stille Wasser
- 2018: Ein starkes Team: Preis der Schönheit
- 2018: Oma ist verknallt
- 2021: Fabian oder Der Gang vor die Hunde
- 2023: German Crime Story: Gefesselt (Serie)
- 2023: Harter Brocken – Der Goldrausch (Fernsehreihe)
- 2023: Schlamassel
- 2024: Die Ermittlung

## Hörspiele
- 1986: Franz Fühmann: Ein Sommernachtstraum – Regie: Norbert Speer (Kinderhörspiel – Rundfunk der DDR)